# Czarna (Kielce járás)

Czarna község Kielce járásban, a Szentkereszt vajdaságban, Lengyelország középső, déli részén található.
A Szentkereszt vajdaságban elhelyezkedő Czarna község Gmina Pierzchnica gminában (község) található. A község Pierzchnicától 8 km-nyire keletre fekszik, míg a régió központjától Kielcetől 27 km-nyire délkeletre található. 
A településen 40 fő él.

## Fordítás
Ez a szócikk részben vagy egészben  a   Czarna, Kielce County című angol Wikipédia-szócikk ezen változatának fordításán alapul.  Az eredeti cikk szerkesztőit annak laptörténete sorolja fel. Ez a jelzés csupán a megfogalmazás eredetét és a szerzői jogokat jelzi, nem szolgál a cikkben szereplő információk forrásmegjelöléseként.